# Protéoglycane
Un protéoglycane est une glycoprotéine, combinaison d'une protéine et d'un glycosaminoglycane (GAG). L'association entre les deux types de chaîne s'effectue essentiellement dans l'appareil de Golgi, mais également au niveau du réticulum endoplasmique d'une cellule. 
La proportion de glucides des protéoglycanes peut atteindre 95 %. Ceux-ci se présentant sous la forme d'une ou plusieurs chaînes de glycosaminoglycanes non ramifiées. Les chaînes de sucres sont très longues mais pas ramifiées. Ils sont O-glycosylés, se lient à l'acide aminé sérine à l'extrémité OH.
Les protéoglycanes peuvent être soit transportés à l'extérieur de la cellule par exocytose (s'intégrant alors à la matrice extracellulaire sous forme de chondroïtine-sulfate, kératane-sulfate, héparane-sulfate, dermatane-sulfate, etc.), soit entrer dans la constitution de la membrane plasmique ou du glycocalyx, jouant alors un rôle dans les relations cellule-matrice.

## Fonction
Les PG (protéoglycanes) ont des compositions et poids moléculaire très variés et sont hétérogènes au niveau de leur structure et de leur fonction. 
Les protéoglycanes sont des composants essentiels de la matrice extracellulaire.  Ce sont des pièges à eau qui sont importants pour les propriétés mécaniques des tissus cartilagineux par exemple.
Les héparane sulfates peuvent avoir un rôle dans la signalisation : ce sont des co-récepteurs pour les FGF (Fibroblast Growth Factor). Les protéoglycanes jouent aussi un rôle dans la diffusion des molécules de signalisation (Wnt, Shh), ou bien en interagissant avec des inhibiteurs (Noggin).

## Diversité des protéoglycanes
Protéoglycanes sécrétés (liste non exhaustive) :
- Aggrécane (impliqué dans l'adhérence cellulaire ; il peut être lysé lors d'inflammations cellulaires) présent dans le cartilage.
- Biglycane (impliqué dans l'adhérence cellulaire)
- Décorine (le plus petit protéoglycane), ubiquitaire
- Fibromoduline
- Serglycine (intracellulaire)
- Versicane, associé aux parois des vaisseaux
- Perlécane (excrété par le fibroblaste), on le trouve notamment au niveau des membranes basales dans la lamina densa.

Protéoglycanes membranaires :
- Syndécane, β-glycane (chez les fibroblastes, rôle important dans l'attachement à la matrice extracellulaire, notamment dans les cancers).
- Fibroglycane
- Glypicane
- Lumicane